# Copa Sudamericana 2012 (faza wstępna)
Faza wstępna Copa Sudamericana 2012.

## I Runda wstępna
| Drużyna 1                            | Wynik dwumeczu | Drużyna 2              | Pierwszy mecz | Drugi mecz |
| ------------------------------------ | -------------- | ---------------------- | ------------- | ---------- |
| Danubio                              | 1:2            | Olimpia                | 0:0           | 1:2        |
| Deportes Iquique                     | 2:4            | Club Nacional          | 2:0           | 0:4        |
| Blooming                             | 1:4            | Universidad Católica   | 1:1           | 0:3        |
| Guaraní                              | 2:2            | Oriente Petrolero      | 0:1           | 2:1        |
| Liverpool Montevideo                 | 5:1            | Universitario          | 3:0           | 2:1        |
| Aurora                               | 2:1            | Cerro Largo            | 2:1           | 0:0        |
| Tacuary                              | 2:3            | Cobreloa               | 0:1           | 2:2        |
| O’Higgins                            | 3:7            | Cerro Porteño          | 3:3           | 0:4        |
| Inti Gas                             | 0:3            | Millonarios            | 0:0           | 0:3        |
| CS Emelec                            | 2:1            | Universidad San Martín | 1:0           | 1:1        |
| Equidad                              | 1:3            | Mineros Guayana        | 0:1           | 1:2        |
| Deportivo Táchira                    | 1:5            | Barcelona SC           | 0:0           | 1:5        |
| Tolima Ibagué                        | 3:1            | Deportivo Lara         | 3:1           | 0:0        |
| Deportivo Quito                      | 4:2            | León Huánuco           | 1:0           | 3:2        |
| Unión Comercio                       | 0:2            | Envigado               | 0:0           | 0:2        |
| Monagas                              | 2:6            | LDU Loja               | 0:2           | 2:4        |
| Po lewej gospodarz pierwszego meczu. |                |                        |               |            |

## Mecze I Rundy wstępnej
| 24 lipca 2012 | Danubio | 0 – 0Raport | Olimpia | Estadio Luis Franzini, Montevideo · Sędzia: Sandro Ricci ( Brazylia) |
|               |         |             |         |                                                                      |

| 7 sierpnia 2012 | Olimpia · Aranda 40' · Salgueiro 44' | 2 – 12-1Raport | Danubio · Carboni 22' | Estadio Manuel Ferreira, Asunción · Sędzia: Diego Abal ( Argentyna) |
|                 |                                      |                |                       |                                                                     |

Wynik łączny: 2-1

Awans: Olimpia
| 31 lipca 2012 | Iquique · Ereros 40' · Dávila 60' | 2 – 01-0Raport | Nacional | Estadio Tierra de Campeones, Iquique · Sędzia: Enrique Cáceres ( Paragwaj) |
|               |                                   |                |          |                                                                            |

| 14 sierpnia 2012 | Nacional · Rolín 6' · Bueno 45+1' · Recoba 85' · Vecino 90+2' | 4 – 02-0Raport | Iquique | Estadio Centenario, Montevideo · Sędzia: Paulo Oliveira ( Brazylia) |
|                  |                                                               |                |         |                                                                     |

Wynik łączny: 4-2

Awans: Nacional
| 2 sierpnia 2012 | Blooming · Méndez 60' | 1 – 10-0Raport | CD Universidad Católica · Ramos 58' | Estadio Ramón Tahuichi Aguilera, Santa Cruz · Sędzia: Julio Quintana ( Paragwaj) |
|                 |                       |                |                                     |                                                                                  |

| 9 sierpnia 2012 | CD Universidad Católica · Martínez 10' · Ríos 28' (k.) · González 72' | 3 – 02-0Raport | Blooming | Estadio San Carlos de Apoquindo, Santiago · Sędzia: Sandro Ricci ( Brazylia) |
|                 |                                                                       |                |          |                                                                              |

Wynik łączny: 4-1

Awans: Universidad Católica
| 26 lipca 2012 | Guaraní | 0 – 10-0Raport | Oriente Petrolero · Carando 52' | Estadio Rogelio Livieres, Asunción · Sędzia: Daniel Fedorczuk ( Urugwaj) |
|               |         |                |                                 |                                                                          |

| 9 sierpnia 2012 | Oriente Petrolero · Carando 56' | 1 – 20-1Raport | Guaraní · Órteman 20' · López 73' | Estadio Ramón Tahuichi Aguilera, Santa Cruz · Sędzia: Patricio Polic ( Chile) |
|                 |                                 |                |                                   |                                                                               |

Wynik łączny: 2-2

Awans: Guaraní
| 25 lipca 2012 | Liverpool · Núñez 11', 21' · Pezzolano 18' (k.) | 3 – 03-0Raport | Universitario | Estadio Luis Franzini, Montevideo · Sędzia: Julio Bascuñán ( Chile) |
|               |                                                 |                |               |                                                                     |

| 16 sierpnia 2012 | Universitario · Escalante 52' (k.) | 1 – 21-0Raport | Liverpool · Ferreira 70' · Scarone 73' | Estadio Olímpico Patria, Sucre · Sędzia: Marlon Escalante ( Wenezuela) |
|                  |                                    |                |                                        |                                                                        |

Wynik łączny: 5-1

Awans: Liverpool
| 26 lipca 2012 | Aurora · Rodríguez 40' · Castellón 64' | 2 – 11-0Raport | Cerro Largo · Barboza 83' | Estadio Félix Capriles, Cochabamba · Sędzia: Ulises Mereles ( Paragwaj) |
|               |                                        |                |                           |                                                                         |

| 14 sierpnia 2012 | Cerro Largo | 0 – 0Raport | Aurora | Estadio Antonio Ubilla, Melo · Sędzia: Saúl Laverni ( Argentyna) |
|                  |             |             |        |                                                                  |

Wynik łączny: 2-1

Awans: Aurora
| 24 lipca 2012 | Tacuary | 0 – 10-0Raport | CD Cobreloa · Troncoso 77' | Estadio Roberto Bettega, Asunción · Sędzia: Óscar Maldonado ( Boliwia) |
|               |         |                |                            |                                                                        |

| 7 sierpnia 2012 | CD Cobreloa · Canío 44' · Pol 55' | 2 – 21-0Raport | Tacuary · Cardozo 62' · Suárez 70' (sam.) | Estadio Municipal de Calama, Calama · Sędzia: Líber Prudente ( Urugwaj) |
|                 |                                   |                |                                           |                                                                         |

Wynik łączny: 3-2

Awans: Cobreloa
| 26 lipca 2012 | O’Higgins · Blanco 10', 90' · Fernández 78' | 3 – 31-1Raport | Cerro Porteño · Bonet 25' · Fabbro 71' · López 86' | Estadio El Teniente, Rancagua · Sędzia: Patricio Loustau ( Argentyna) |
|               |                                             |                |                                                    |                                                                       |

| 8 sierpnia 2012 | Cerro Porteño · Fabbro 14' · Oviedo 15' · S. Salcedo 73' · Da Silva 90' | 4 – 02-0Raport | O’Higgins | Estadio General Pablo Rojas, Asunción · Sędzia: Martín Vázquez ( Urugwaj) |
|                 |                                                                         |                |           |                                                                           |

Wynik łączny: 7-3

Awans: Cerro Porteño
| 2 sierpnia 2012 | Inti Gas | 0 – 0Raport | Millonarios | Estadio Ciudad de Cumaná, Ayacucho · Sędzia: Omar Ponce ( Ekwador) |
|                 |          |             |             |                                                                    |

| 14 sierpnia 2012 | Millonarios · Cosme 35' · Rentería 71' · Otálvaro 89' | 3 – 01-0Raport | Inti Gas | Estadio El Campín, Bogotá · Sędzia: Juan Soto ( Wenezuela) |
|                  |                                                       |                |          |                                                            |

Wynik łączny: 3-0

Awans: Millonarios
| 31 lipca 2012 | Emelec · Mera 65' | 1 – 00-0Raport | Universidad San Martín | Estadio George Capwell, Guayaquil · Sędzia: Pablo Lunati ( Argentyna) |
|               |                   |                |                        |                                                                       |

| 21 sierpnia 2012 | Universidad San Martín · Labarthe 9' | 1 – 11-0Raport | Emelec · Gaibor 90+3' (k.) | Estadio Monumental „U”, Lima · Sędzia: Patricio Polic ( Chile) |
|                  |                                      |                |                            |                                                                |

Wynik łączny: 2-1

Awans: Emelec
| 2 sierpnia 2012 | Equidad | 0 – 10-1Raport | Mineros · Guerra 25' | Estadio El Campín, Bogotá · Sędzia: Georges Buckley ( Peru) |
|                 |         |                |                      |                                                             |

| 9 sierpnia 2012 | Mineros · Vallenilla 23' · Guerra 69' | 2 – 11-1Raport | Equidad · Valencia 1' | Estadio Polideportivo Cachamay, Puerto Ordaz · Sędzia: Carlos Vera ( Ekwador) |
|                 |                                       |                |                       |                                                                               |

Wynik łączny: 3-1

Awans: Mineros
| 25 lipca 2012 | Deportivo Táchira | 0 – 0Raport | Barcelona SC | Estadio Polideportivo de Pueblo Nuevo, San Cristóbal · Sędzia: Adrián Vélez ( Kolumbia) |
|               |                   |             |              |                                                                                         |

| 8 sierpnia 2012 | Barcelona SC · Perlaza 14' · Quiñónez 32' · Oyola 43' (k.) · Matamoros 51' · De la Torre 64' | 5 – 13-0Raport | Deportivo Táchira · González 80' (k.) | Estadio Monumental Isidro Romero Carbo, Guayaquil · Sędzia: Néstor Pitana ( Argentyna) |
|                 |                                                                                              |                |                                       |                                                                                        |

Wynik łączny: 5-1

Awans: Barcelona
| 31 lipca 2012 | Deportes Tolima · Ramírez 38' · Arrechea 40' · Preciado 65' | 3 – 12-0Raport | Deportivo Lara · Torrealba 53' | Estadio Manuel Murillo Toro, Ibagué · Sędzia: Henry Gambetta ( Peru) |
|               |                                                             |                |                                |                                                                      |

| 16 sierpnia 2012 | Deportivo Lara | 0 – 0Raport | Deportes Tolima | Estadio Metropolitano de Fútbol de Lara, Barquisimeto · Sędzia: Diego Lara ( Ekwador) |
|                  |                |             |                 |                                                                                       |

Wynik łączny: 3-1

Awans: Deportes Tolima
| 1 sierpnia 2012 | Deportivo Quito · Cambindo 63' (sam.) | 1 – 00-0Raport | León Huánuco | Estadio Olímpico Atahualpa, Quito · Sędzia: José Buitrago ( Kolumbia) |
|                 |                                       |                |              |                                                                       |

| 23 sierpnia 2012 | León Huánuco · Vásquez 10' · Quina 45+1' | 2 – 32-2Raport | Deportivo Quito · Bevacqua 12', 64' · Saritama 25' (k.) | Estadio Heraclio Tapia, Huánuco · Sędzia: Antonio Arias ( Paragwaj) |
|                  |                                          |                |                                                         |                                                                     |

Wynik łączny: 4-2

Awans: Deportivo Quito
| 31 lipca 2012 | Unión Comercio | 0 – 0Raport | Envigado | Estadio Aliardo Soria Pérez, Pucallpa · Sędzia: Diego Lara ( Ekwador) |
|               |                |             |          |                                                                       |

| 15 sierpnia 2012 | Envigado · Palacios 5' · Orozco 27' | 2 – 02-0Raport | Unión Comercio | Estadio Polideportivo Sur, Envigado · Sędzia: Raúl Orosco ( Kolumbia) |
|                  |                                     |                |                |                                                                       |

Wynik łączny: 2-0

Awans: Envigado
| 2 sierpnia 2012 | Monagas | 0 – 20-1Raport | LDU Loja · Fábio Renato 38' (k.), 73' | Estadio Monumental de Maturín, Maturín · Sędzia: Imer Machado ( Kolumbia) |
|                 |         |                |                                       |                                                                           |

| 15 sierpnia 2012 | LDU Loja · Fábio Renato 6' (k.), 60', 76' · Feraud 51' | 4 – 21-1Raport | Monagas · Cabezas 39' · Rentería 90' | Estadio Federativo Reina del Cisne, Loja · Sędzia: Víctor Carrillo ( Peru) |
|                  |                                                        |                |                                      |                                                                            |

Wynik łączny: 6-2

Awans: LDU Loja

## II Runda wstępna
| Drużyna 1                            | Wynik dwumeczu | Drużyna 2            | Pierwszy mecz | Drugi mecz |
| ------------------------------------ | -------------- | -------------------- | ------------- | ---------- |
| Guaraní                              | 3:5            | Millonarios          | 2:4           | 1:1        |
| EC Bahia                             | 0:4            | São Paulo FC         | 0:2           | 0:2        |
| Envigado                             | 1:2            | Liverpool Montevideo | 1:1           | 0:1        |
| Argentinos Juniors                   | 2:6            | Tigre                | 1:2           | 1:4        |
| Mineros Guayana                      | 2:6            | Cerro Porteño        | 2:2           | 0:4        |
| Atlético Goianiense                  | 2:2 k. 4-2     | Figueirense FC       | 1:1           | 1:1        |
| Olimpia                              | 0:1            | CS Emelec            | 0:0           | 0:1        |
| Grêmio Porto Alegre                  | 3:3            | Coritiba FBC         | 1:0           | 2:3        |
| Cobreloa                             | 3:4            | Barcelona SC         | 0:0           | 3:4        |
| Universidad Católica                 | 3:3            | Tolima Ibagué        | 2:0           | 1:3        |
| CA Colón                             | 5:2            | Racing Club          | 3:1           | 2:1        |
| Deportivo Quito                      | 5:2            | Aurora               | 3:1           | 2:1        |
| CA Boca Juniors                      | 3:3            | Independiente        | 3:3           | 0:0        |
| LDU Loja                             | 2:2            | Club Nacional        | 1:0           | 1:2        |
| SE Palmeiras                         | 3:3            | Botafogo FR          | 2:0           | 1:3        |
| Po lewej gospodarz pierwszego meczu. |                |                      |               |            |

## Mecze II Rundy wstępnej
| 30 sierpnia 2012 | Guaraní · Hidalgo 72' · De La Cruz 88' | 2 – 40-1Raport | Millonarios · Cosme 30', 59' · Rentería 52' · Robayo 85' | Estadio Rogelio Livieres, Asunción · Sędzia: Raúl Orosco ( Boliwia) |
|                  |                                        |                |                                                          |                                                                     |

| 19 września 2012 | Millonarios · Vásquez 67' | 1 – 10-0Raport | Guaraní · Hidalgo 46' | Estadio El Campín, Bogotá · Sędzia: Omar Ponce ( Ekwador) |
|                  |                           |                |                       |                                                           |

Wynik łączny: 5-3

Awans: Millonarios
| 1 sierpnia 2012 | EC Bahia | 0 – 20-1Raport | São Paulo FC · Rogério Ceni 6' · Ademilson 68' | Estádio Metropolitano Roberto Santos, Salvador · Sędzia: Marcelo Henrique ( Brazylia) |
|                 |          |                |                                                |                                                                                       |

| 21 sierpnia 2012 | São Paulo FC · Willian José 64' · Maicon 68' | 2 – 00-0Raport | EC Bahia | Estádio do Morumbi, São Paulo · Widzów: 9.791 · Sędzia: Sandro Ricci ( Brazylia) |
|                  |                                              |                |          |                                                                                  |

Wynik łączny: 4-0

Awans: São Paulo
| 28 sierpnia 2012 | Envigado · Mejía 21' | 1 – 11-0Raport | Liverpool · Aguirre 86' | Estadio Polideportivo Sur, Envigado · Sędzia: Juan Soto ( Wenezuela) |
|                  |                      |                |                         |                                                                      |

| 20 września 2012 | Liverpool · Núñez 29' | 1 – 01-0Raport | Envigado | Estadio Luis Franzini, Montevideo · Sędzia: Julio Quintana ( Paragwaj) |
|                  |                       |                |          |                                                                        |

Wynik łączny: 2-1

Awans: Liverpool
| 16 sierpnia 2012 | Argentinos Juniors · Núñez 61' | 1 – 20-0Raport | Tigre · Ferreira 51', 90+1' | Estadio Diego Armando Maradona, Buenos Aires · Sędzia: Patricio Loustau ( Argentyna) |
|                  |                                |                |                             |                                                                                      |

| 30 sierpnia 2012 | Tigre · Ftacla 34' · Díaz 45' (k.) · Pío 90' · Galmarini 90+3' | 4 – 12-0Raport | Argentinos Juniors · Hernández 81' | Estadio José Dellagiovanna, Buenos Aires · Sędzia: Germán Delfino ( Argentyna) |
|                  |                                                                |                |                                    |                                                                                |

Wynik łączny: 6-2

Awans: Tigre
| 29 sierpnia 2012 | Mineros · Rojas 66' (k.) · Guerra 79' | 2 – 20-1Raport | Cerro Porteño · Fabbro 39' · Dos Santos 50' | Polideportivo Cachamay, Puerto Ordaz · Sędzia: José Buitrago ( Kolumbia) |
|                  |                                       |                |                                             |                                                                          |

| 19 września 2012 | Cerro Porteño · Benítez 32' · S. Salcedo 46' · Fabbro 77' · Nanni 90' | 4 – 01-0Raport | Mineros | Estadio General Pablo Rojas, Asunción · Sędzia: Heber Lopes ( Brazylia) |
|                  |                                                                       |                |         |                                                                         |

Wynik łączny: 6-2

Awans: Cerro Porteño
| 1 sierpnia 2012 | Atlético Goianiense · Márcio 37' (k.) | 1 – 11-0Raport | Figueirense · Abreu 68' | Estádio Serra Dourada, Goiânia · Sędzia: Péricles Cortez ( Brazylia) |
|                 |                                       |                |                         |                                                                      |

| 23 sierpnia 2012                      | Figueirense · Túlio 36' | 1 – 1 k. 2-41-0Raport                      | Atlético Goianiense · Gustavo 58' | Estádio Orlando Scarpelli, Florianópolis · Sędzia: Marcelo Henrique ( Brazylia) |
|                                       |                         |                                            |                                   |                                                                                 |
|                                       |                         | Rzuty karne                                |                                   |                                                                                 |
| Túlio · Fernandes · Caio · João Paulo |                         | Marcos · Dodô · Ernandes · Márcio · Patric |                                   |                                                                                 |

Wynik łączny: 2-2

Awans: Atlético Goianiense
| 28 sierpnia 2012 | Olimpia | 0 – 10-1Raport | Emelec · Nasuti 40' | Estadio Manuel Ferreira, Asunción · Sędzia: Leandro Vuaden ( Brazylia) |
|                  |         |                |                     |                                                                        |

| 18 września 2012 | Emelec | 0 – 0Raport | Olimpia | Estadio George Capwell, Guayaquil · Sędzia: Néstor Pitana ( Argentyna) |
|                  |        |             |         |                                                                        |

Wynik łączny: 1-0

Awans: Emelec
| 31 lipca 2012 | Grêmio · André Lima 71' | 1 – 00-0Raport | Coritiba | Estádio Olímpico Monumental, Porto Alegre · Sędzia: Ricardo Marques ( Brazylia) |
|               |                         |                |          |                                                                                 |

| 22 sierpnia 2012 | Coritiba · Éverton Ribeiro 22' · Roberto 52' · Pereira 66' | 3 – 21-1Raport | Grêmio · Elano 40' (k.) · Moreno 90' | Estádio Couto Pereira, Kurytyba · Sędzia: Wilson Seneme ( Brazylia) |
|                  |                                                            |                |                                      |                                                                     |

Wynik łączny: 3-3

Awans: Grêmio
| 28 sierpnia 2012 | CD Cobreloa | 0 – 0Raport | Barcelona SC | Estadio Municipal de Calama, Calama · Sędzia: Julio Quintana ( Paragwaj) |
|                  |             |             |              |                                                                          |

| 19 września 2012 | Barcelona SC · Arroyo 6', 23' · Campos 17' · Díaz 73' | 4 – 33-2Raport | CD Cobreloa · Díaz 8' · Abarca 40' · Troncoso 55' | Estadio Monumental Isidro Romero Carbo, Guayaquil · Sędzia: Martín Vázquez ( Urugwaj) |
|                  |                                                       |                |                                                   |                                                                                       |

Wynik łączny: 4-3

Awans: Barcelona
| 29 sierpnia 2012 | CD Universidad Católica · Trecco 35' · Ríos 66' | 2 – 01-0Raport | Deportes Tolima | Estadio San Carlos de Apoquindo, Santiago · Sędzia: Líber Prudente ( Urugwaj) |
|                  |                                                 |                |                 |                                                                               |

| 18 września 2012 | Deportes Tolima · Noguera 32' · Vallejo 42' · Ramírez 48' | 3 – 12-0Raport | CD Universidad Católica · Costa 53' | Estadio Manuel Murillo Toro, Ibagué · Sędzia: Víctor Rivera ( Peru) |
|                  |                                                           |                |                                     |                                                                     |

Wynik łączny: 3-3

Awans: Universidad Católica
| 23 sierpnia 2012 | Colón · Mugni 46' · Curuchet 58' · Graciani 89' | 3 – 10-0Raport | Racing · Hauche 49' | Estadio Brigadier General Estanislao López, Santa Fe · Sędzia: Pablo Lunati ( Argentyna) |
|                  |                                                 |                |                     |                                                                                          |

| 30 sierpnia 2012 | Racing · Cámpora 3' | 1 – 21-0Raport | Colón · Gigliotti 65' · Moreno y Fabianesi 73' | Estadio Juan Domingo Perón, Avellaneda · Sędzia: Sergio Pezzotta ( Argentyna) |
|                  |                     |                |                                                |                                                                               |

Wynik łączny: 5-1

Awans: Colón
| 30 sierpnia 2012 | Deportivo Quito · Checa 37' · Lorca 38' | 2 – 12-0Raport | Aurora · Da Silva 60' | Estadio Olímpico Atahualpa, Quito · Sędzia: Julio Bascuñán ( Chile) |
|                  |                                         |                |                       |                                                                     |

| 18 września 2012 | Aurora · Olmedo 64' | 1 – 30-2Raport | Deportivo Quito · Bevacqua 14', 59' · Checa 35' | Estadio Félix Capriles, Cochabamba · Sędzia: Ricardo Marques ( Brazylia) |
|                  |                     |                |                                                 |                                                                          |

Wynik łączny: 5-2

Awans: Deportivo
| 22 sierpnia 2012 | CA Boca Juniors · Silva 15' · Somoza 45' · Sánchez Miño 76' | 3 – 32-1Raport | Independiente · Santana 44' · Rosales 48' · Farías 90' (k.) | La Bombonera, Buenos Aires · Sędzia: Patricio Loustau ( Argentyna) |
|                  |                                                             |                |                                                             |                                                                    |

| 29 sierpnia 2012 | Independiente | 0 – 0Raport | CA Boca Juniors | Estadio Libertadores de América, Avellaneda · Sędzia: Néstor Pitana ( Argentyna) |
|                  |               |             |                 |                                                                                  |

Wynik łączny: 3-3

Awans: Independiente
| 29 sierpnia 2012 | LDU Loja | 0 – 10-1Raport | Nacional · Taborda 16' | Estadio Federativo Reina del Cisne, Loja · Sędzia: Georges Buckley ( Peru) |
|                  |          |                |                        |                                                                            |

| 18 września 2012 | Nacional · Luna 23' | 1 – 21-1Raport | LDU Loja · Uchuari 21' · Calderón 78' | Estadio Centenario, Montevideo · Sędzia: Patricio Polic ( Chile) |
|                  |                     |                |                                       |                                                                  |

Wynik łączny: 2-2

Awans: LDU Loja
| 1 sierpnia 2012 | SE Palmeiras · Barcos 46', 65' | 2 – 00-0Raport | Botafogo | Arena Barueri, Barueri · Sędzia: Heber Lopes ( Brazylia) |
|                 |                                |                |          |                                                          |

| 22 sierpnia 2012 | Botafogo · Seedorf 34' · Renato 56' · Lodeiro 73' | 3 – 11-1Raport | SE Palmeiras · Patrik 43' | Engenhão, Rio de Janeiro · Sędzia: Leandro Vuaden ( Brazylia) |
|                  |                                                   |                |                           |                                                               |

Wynik łączny: 3-3

Awans: Palmeiras